# Papierfabriek Tielens

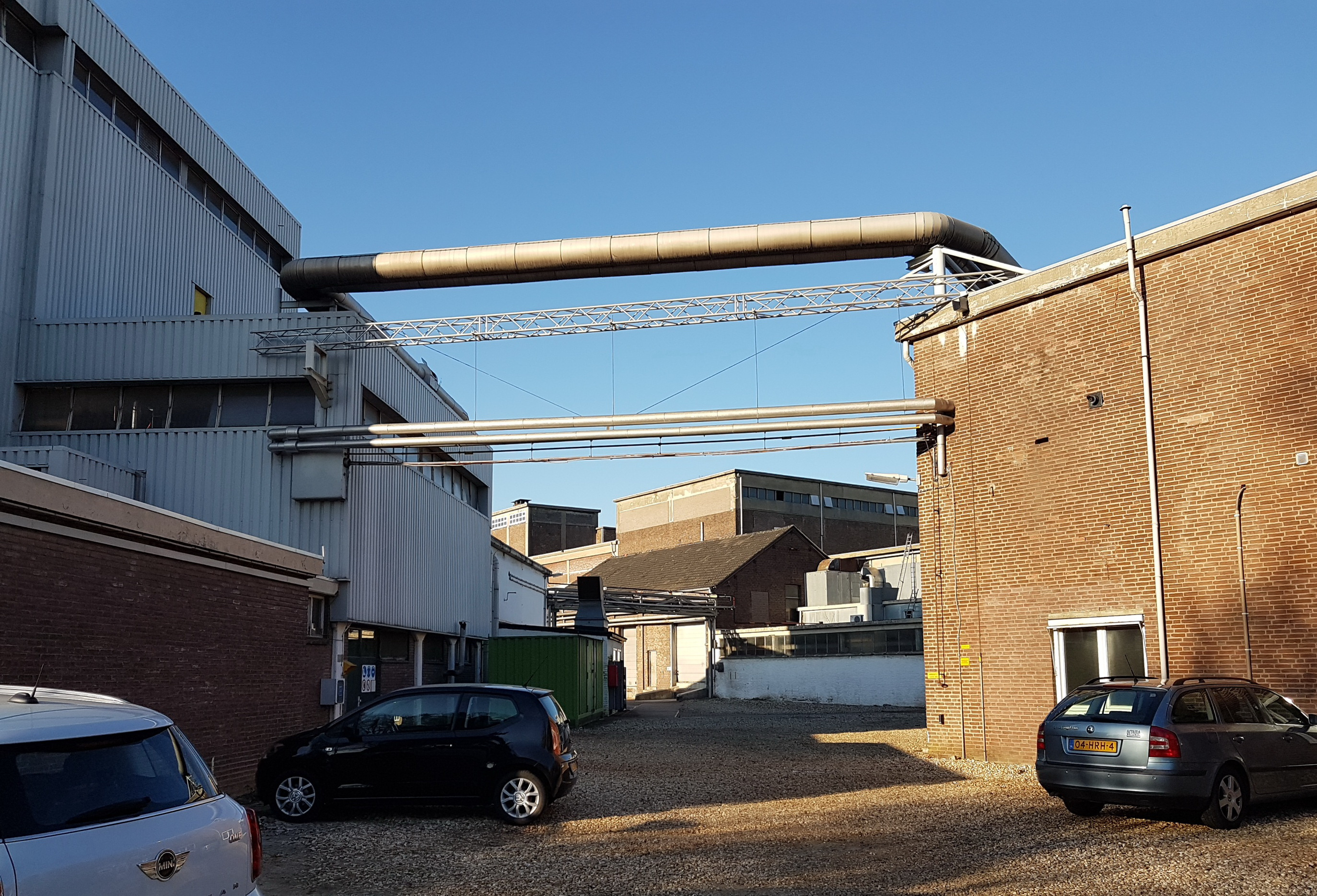
Weerter Papierfabriek

Papierfabriek Tielens (later: Weerter Papierfabriek) is een voormalige papierfabriek in de tot de Nederlands-Limburgse gemeente Meerssen behorende plaats Weert, gelegen aan Weert 78.

## Geschiedenis
De Weerter Papierfabriek is ontstaan als Weerter Papiermolen uit een niet meer bestaande watermolen uit 1717, die op een gegraven zijtak van de Geul lag. De molen werd in 1837 aangekocht door de firma Schrammen & Tielens, opgericht door de Maastrichtse bankiers Jean en Mathieu Tielens en de koopman Godefricus Schrammen. De papierfabricage begon in 1840 als nadat de volmolen was omgebouwd tot papiermolen. In 1848 werd een stoommachine geplaatst. Twee jaar later werd het bedrijf overgenomen door Lhoest & Weustenraad & Cie. De fabriek werd door de jaren heen steeds verder uitgebreid tot het huidige fabriekscomplex. De papierfabriek in Weert ging in de loop van de 20e eeuw eerst samen met Papierfabriek Gelderland in Nijmegen onder de naam Gelderland-Tielens NV. In 1972 werd deze overgenomen door Koninklijke Nederlandse Papierfabriek te Maastricht onder de naam Meerssen Papier BV. Sinds 1994 bundelden drie bekende Nederlandse papierfabrieken: Meerssen Papier, Van Houtum & Palm en Papierfabriek Schut zich tot de gezamenlijke marketing- en verkooporganisatie Meerssen & Palm BV. Sinds 2000 maakte de fabriek deel uit van de Italiaanse Favini Groep onder de naam Favini Meerssen BV. Deze fabriek ging in 2008 failliet. Het bedrijf maakte op initiatief van ondernemer Jack Giesen een doorstart als Meerssen Papier, later Marsna Paper. Door zich op de nichemarkt van gekleurd papier te werpen, wist het bedrijf nog enige tijd te overleven.
In 2021 werd de papierfabriek getroffen door de hoge waterstand. Als gevolg werd de fabriek failliet verklaard. De fabriek werd voor een symbolisch bedrag aan de eigenaar verkocht en in 2022 werd hij doorverkocht om er een logistiek bedrijf van te maken.

## Milieu
Naar verluidt werd het afvalwater van de fabriek in de jaren 1960 en 1970 ongezuiverd geloosd op de Geul, wat tot zichtbare vervuiling van het riviertje leidde. Op 8 november 1985 verleende de gemeente Meersen een vergunning voor het lozen van afvalwater op de Maas, onder voorwaarde dat het water eerst gezuiverd werd. Daartoe werd een pijpleiding aangelegd naar de afvalwaterzuiveringsinstallatie van de Koninklijke Nederlandse Papierfabriek (later Sappi) in Maastricht. De waterkwaliteit in de Geul verbeterde in de daarop volgende jaren zienderogen.